# Лядунка
Ляду́нка (нем. Ladung, от laden — заряжать; букв. «зарядница, патронница») — специальная коробка или сумка, из комплекта снаряжения, предназначенная для боевых припасов, состоящая на снабжении военнослужащих вооружённых сил государства.
Позднее использовалась и используется в качестве элемента парадной формы одежды военнослужащих.

## История
Лядунка сначала предназначалась для хранения «зелья» (пороха), позднее боеприпасов к стрелковому оружию (карабин, мушкетон, пистолет, револьвер), у пушкарей, для скорострельных трубок. Носили её на перевязи через плечо и широкое распространение она получила уже в 14 веке.
Изготавливалась из металла, для герметичного хранения пороха («…делал он… для пологания пороха ляданку медную з железною оправою и меркою»), позднее из кожи для патрон или скорострельных трубок.
Лядунка носилась на перевязи — панталере, элементе снаряжения кавалериста или артиллериста.
Во время движения кавалериста лядунка на перевязи (панталере) располагалась сзади на спине, перед стрельбой карабин или мушкетон отцеплялись от перевязи, а лядунка передвигалась вперед на грудь. На панталере спереди были предусмотрены крепления для двух протравников, медного и стального, на тонких цепочках. Протравники представляли собой иглы для прочистки затравочного отверстия пистолета, карабина или мушкетона.
В военной энциклопедии, 1911 — 1915 годов, указано что лядунки имеются на снабжении в русской императорской армии, Германии, Франции, Англии и Испании, и что в Российской империи, помимо офицеров, есть и у нижних чинов кавалерии.

## Русская императорская армия
Лядунка у офицеров и солдат, родов оружия (современность — родов войск) появилась в России как хранилище для зарядов с учреждением регулярных драгунских пехотных (пешей службы) полков, а до этого времени в вооружённых силах существовала только винная лядунка (фляга). В различных родах оружия отличалась размерами, цветами и материалом изготовления.
В Военной энциклопедии 1911—1915 годов сказано, что в Русской армии лядунки существуют только у офицеров кавалерии и конной артиллерии и предназначены для ношения при парадной и повседневной формы одежды для и вне строя (кроме кирасир и гвардейских гусар, при повседневной форме вне строя их не надевавших).
Артиллерия
В артиллерии лядунка — латунная коробка (ящик) с крышкой на шарнире, для помещения скорострельных трубок; носится при стрельбе на поясном ремне и употребляется во всех родах артиллерии, кроме горной и полевой, где для той же цели имеются трубочники из кожи.
Гренадеры и кирасиры
«Мне сильно хотелось преобразиться в формального кирасира, и я мечтал о белой перевязи, лакированной лядунке, палаше, медных кирасах и каске с гребнем из конского хвоста, высящегося над георгиевской звездой», — вспоминал Афанасий Фет. Гренадеры на лядунках носили изображение горящей гренады (гранаты).
Гусарские полки
Лядунка, в снаряжение военнослужащих гусарских полков, для хранения боеприпасов к стрелковому оружию (карабин, мушкетон, пистолет, револьвер), у рядовых гусар из красной юфти, на 20 патронов, которую носили на красной перевязи через левое плечо.
У офицеров крышки лядунок были металлические, высеребренные или вызолоченные, с изображением орла. В лейб-гвардии Гусарском полку офицерская лядунка имела крышку, покрытую синим сафьяном, с золоченой бляхой в форме Андреевской звезды.
А. Герцен вспоминал о своём знакомстве в 1825 году с молодым уланом: «Утром на другой день я оделся в его мундир, надел саблю и кивер и посмотрел в зеркало. Боже мой, как я казался себе хорош в синем куцом мундире с красными выпушками! А этшкеты, а помпон, а лядунка… что с ними в сравнении была камлотовая куртка, которую я носил дома, и жёлтые китайчатые панталоны?»
Казачьи полки
У казаков лядунка кожаная, казачьего армейского образца, носимая на черной перевязи. У офицеров лейб-гвардии Казачьего полка перевязь была из красной юфти, шитая серебряной нитью по внешней стороне, а на крышке лядунки была серебряная восьмиконечная звезда.

## Австро-Венгрия
У офицеров и фендриков конных частей (кавалерии, артиллерии, обозов и кавалерийского ремонта) лядунка была на перевязи. К Первой мировой войне это уже был элемент, являющийся знаком различия офицеров и фендриков. У фендриков лядунка, своей формой повторяла офицерскую, но изготовлялась из коричневой кожи и не имела никаких украшений.

## Декоративное значение
Лядунки, принадлежавшие монаршим особам, представляют собой настоящие произведения декоративно-прикладного искусства. Например, миниатюрная лядунка, которая принадлежала будущему императору Александру II, была оценена устроителями аукциона 2010 года в 50 000 $ и более.